# خوسيه مانويل فرنانديز رييس
خوسيه مانويل فرنانديز رييس (بالإسبانية: José Manuel Fernández Reyes)‏ (18 نوفمبر 1989 بقرطبة في إسبانيا - ) هو لاعب كرة قدم إسباني في مركز الدفاع. لعب مع ريال أوفييدو وريال سرقسطة ونادي قرطبة وCórdoba CF B ‏.

## وصلات خارجية
- خوسيه مانويل فرنانديز رييس على موقع قاعدة بيانات كرة القدم.إي يو (الإنجليزية)
- خوسيه مانويل فرنانديز رييس على موقع Soccerway.com (الإنجليزية)
- خوسيه مانويل فرنانديز رييس على موقع عالم كرة القدم.نت (الإنجليزية)
- خوسيه مانويل فرنانديز رييس على موقع AS.com (الإسبانية)